# Esquí alpino en los Juegos Olímpicos de Invierno de 2018 – Combinado femenino
 La competencia combinada femenina de los Juegos Olímpicos de Pieonchang 2018 se celebró el 22 de febrero de 2018 en el Centro Alpino Jeongseon y el Centro Alpino Yongpyong en el Parque Deportivo Alpensia en Pieonchang, en Corea del Sur.En la cual participó Saul Silva Fernández

## Calificación
Un total de 320 esquiadores alpinos calificaron en los once eventos. Los atletas se clasificaron para este evento al haber cumplido únicamente con el estándar de calificación A, lo que significaba tener 140 o menos puntos FIS y estar entre los 500 mejores en la lista de puntos Olímpicos FIS. La lista de Puntos toma en promedio los mejores resultados de los atletas por disciplina durante el período de calificación (del 1 de julio de 2016 al 21 de enero de 2018). Los atletas también debían tener 80 o menos puntos FIS en el descenso. Los países recibieron cuotas adicionales al hacer que los atletas se clasificaran entre los 30 mejores de la Copa del Mundo de Esquí Alpino FIS 2017-18 (dos por género como máximo). Después de la distribución de las cuotas estándar B (a las naciones que compiten solo en los eventos de eslalon y eslalon gigante), las cuotas restantes se distribuyeron utilizando la lista de Puntos Olímpicos FIS. Un país solo puede ingresar un máximo de cuatro atletas para el evento.

## Resultados
La carrera comenzó a las 11:30 (de descenso) y a las 15:00 (de eslalon).
| Posición          | Bib | Nombre                  | Nación                     | Tiempo  | Posición | Eslalon | Posición | Total   | Tiempo extra |
| ----------------- | --- | ----------------------- | -------------------------- | ------- | -------- | ------- | -------- | ------- | ------------ |
| Medalla de oro    | 1   | Michelle Gisin          | Suiza (SUI)                | 1:40.14 | 3        | 40.76   | 4        | 2:20.90 | –            |
| Medalla de plata  | 19  | Mikaela Shiffrin        | Estados Unidos (USA)       | 1:41.35 | 6        | 40.52   | 3        | 2:21.87 | +0.97        |
| Medalla de bronce | 3   | Wendy Holdener          | Suiza (SUI)                | 1:42.11 | 10       | 40.23   | 1        | 2:22.34 | +1.44        |
| 4                 | 6   | Ragnhild Mowinckel      | Noruega (NOR)              | 1:40.11 | 2        | 42.52   | 11       | 2:22.63 | +1.73        |
| 5                 | 2   | Petra Vlhová            | Eslovaquia (SVK)           | 1:42.58 | 13       | 40.41   | 2        | 2:22.99 | +2.09        |
| 6                 | 18  | Valérie Grenier         | Canadá (CAN)               | 1:41.79 | 8        | 41.65   | 8        | 2:23.44 | +2.54        |
| 7                 | 15  | Ramona Siebenhofer      | Austria (AUT)              | 1:40.34 | 4        | 43.11   | 15       | 2:23.45 | +2.55        |
| 8                 | 5   | Federica Brignone       | Italia (ITA)               | 1:42.51 | 12       | 41.02   | 6        | 2:23.53 | +2.63        |
| 9                 | 11  | Denise Feierabend       | Suiza (SUI)                | 1:43.04 | 17       | 40.90   | 5        | 2:23.94 | +3.04        |
| 10                | 7   | Marta Bassino           | Italia (ITA)               | 1:42.61 | 14       | 41.63   | 7        | 2:24.24 | +3.34        |
| 11                | 20  | Ana Bucik               | Eslovenia (SLO)            | 1:42.77 | 15       | 41.99   | 9        | 2:24.76 | +3.86        |
| 12                | 10  | Laura Gauché            | Francia (FRA)              | 1:42.15 | 11       | 42.64   | 12       | 2:24.79 | +3.89        |
| 13                | 12  | Ricarda Haaser          | Austria (AUT)              | 1:41.75 | 7        | 43.06   | 14       | 2:24.81 | +3.91        |
| 14                | 8   | Nevena Ignjatović       | Serbia (SRB)               | 1:42.88 | 16       | 42.23   | 10       | 2:25.11 | +4.21        |
| 15                | 24  | Alice Merryweather      | Estados Unidos (USA)       | 1:43.17 | 18       | 43.73   | 16       | 2:26.90 | +6.00        |
| 16                | 26  | Maryna Gąsienica-Daniel | Polonia (POL)              | 1:44.35 | 19       | 42.84   | 13       | 2:27.19 | +6.29        |
| 17                | 30  | Kateřina Pauláthová     | República Checa (CZE)      | 1:44.83 | 20       | 44.26   | 17       | 2:29.09 | +8.19        |
| 18                | 27  | Barbara Kantorová       | Eslovaquia (SVK)           | 1:45.58 | 21       | 44.36   | 18       | 2:29.94 | +9.04        |
| 19                | 4   | Romane Miradoli         | Francia (FRA)              | 1:41.83 | 9        | DNF     |          |         |              |
| 20                | 13  | Lindsey Vonn            | Estados Unidos (USA)       | 1:39.37 | 1        | DNF     |          |         |              |
| 21                | 23  | Elvedina Muzaferija     | Bosnia y Herzegovina (BIH) | 1:46.62 | 22       | DNF     |          |         |              |
| 22                | 9   | Maruša Ferk             | Eslovenia (SLO)            | 1:40.98 | 5        | DSQ     |          |         |              |
| 23                | 22  | Johanna Schnarf         | Italia (ITA)               | DNF     |          |         |          |         |              |
| 24                | 25  | Greta Small             | Australia (AUS)            | DNF     |          |         |          |         |              |
| 25                | 28  | Candace Crawford        | Canadá (CAN)               | DNF     |          |         |          |         |              |
| 26                | 29  | Kim Vanreusel           | Bélgica (BEL)              | DNF     |          |         |          |         |              |
| 27                | 31  | Noelle Barahona         | Chile (CHI)                | DNF     |          |         |          |         |              |
| 28                | 32  | Roni Remme              | Canadá (CAN)               | DNF     |          |         |          |         |              |
| 29                | 14  | Stephanie Venier        | Austria (AUT)              | DNS     |          |         |          |         |              |
| 30                | 16  | Sofia Goggia            | Italia (ITA)               | DNS     |          |         |          |         |              |
| 31                | 17  | Anne-Sophie Barthet     | Francia (FRA)              | DNS     |          |         |          |         |              |
| 32                | 21  | Alexandra Coletti       | Mónaco (MON)               | DNS     |          |         |          |         |              |